# Domingos Castro
Domingos Castro (Portugal, 22 de noviembre de 1963) es un atleta portugués, especializado en la prueba de 5000 m en la que llegó a ser subcampeón mundial en 1987.

## Carrera deportiva
En el Mundial de Roma 1987 ganó la medalla de plata en los 5000 metros, corriéndolos en un tiempo de 13:27.59 segundos, llegando a la meta tras el marroquí Saïd Aouita y por delante del estadounidense Jack Buckner (bronce).